# أولاد عبد الحق (الفرايطة)
أولاد عبد الحق هو دُوَّار يقع بجماعة الفرائطة، إقليم قلعة السراغنة، جهة مراكش آسفي في المملكة المغربية. ينتمي الدوّار لمشيخة الفرايطة التي تضم 23 دوار. يقدر عدد سكانه بـ 852 نسمة حسب الإحصاء الرسمي للسكان والسكنى لسنة 2004.

## روابط خارجية
- البوابة الوطنية للجماعات الترابية
- المندوبية السامية للتخطيط